# 京都!ちゃちゃちゃっ
『京都!ちゃちゃちゃっ』（きょうと ちゃちゃちゃっ）は、2004年（平成16年）4月1日から2009年（平成21年）3月27日まで関西テレビ☆京都チャンネルとKBS京都で放送されていた生放送の情報番組。放送時間は毎週月曜 - 金曜 12:00 - 12:54。京都チャンネルでは18時・22時・深夜3時・翌朝8時に再放送。KBS京都ではハイビジョンで放送されていた。

## 沿革
- 2004年4月、前番組『京都最新情報』が改題リニューアルする形でスタートした。
- 2007年4月2日放送分からハイビジョン放送を実施（KBS京都のみ）。
- 2009年4月に関西テレビ☆京都チャンネルが閉局するのに伴い、番組は同年3月27日放送分をもって終了した。この番組の終了後、KBS京都は13時台に編成していた時代劇の再放送を12時から行うようになった。

## 番組内容
京都に縁のある多彩なゲストをスタジオへ招き、彼らとともに身近な疑問を解決。そしてリポーターが京都の新スポット（文化芸能、グルメ、伝統芸能）を紹介していた。番組は視聴者プレゼントを多く用意していた。
KBS京都では、京都府議会中継などが行われる日には放送されなかった。

### 2004年度（第一期）
- 番組のスタイルは『京都最新情報』のままで、番組名の変更のみである。
- 第一期のオープニングCGは、海老一染之助の芸のように回転する赤い和傘の上で京チャンが回されながら、庭園を巡るというものであった。
- 番組の流れは、上半期にはMCの中島優子と各曜日担当のパーソナリティによるオープニングトークに始まり、観光ちゃちゃちゃっ（京都の観光名所・イベント情報）京都一年生（リポーターのロケによるリポート）、パーソナリティのちゃちゃちゃっ（各曜日担当のパーソナリティのコーナー。曜日によってタイトル名が微妙に違う。たとえば、火曜日は「若和尚でちゃちゃちゃっ」、水曜日は「編集長でちゃちゃちゃっ」など）、エンディングと進行する。下半期からは、オープニングトークの代わりに、中島と京チャンによるショートコントになり、オチがついたらオープニングテーマが始まるというパターンになった。また、京の弁当を食べるコーナーが始まったのもこの頃である。さらに、各コーナー開始時に京チャンが持っているフリップに書かれたコーナータイトルを、一年生が鳴り物（ハンドベルなど）を鳴らして告げるようになった。
- 当時の一年生（リポーター）の呼称および表記は“ちゃちゃちゃっ一年生”ではなく“京都一年生”だった。
- 月曜日の中西絵里奈が自ら主演した特撮ビデオのコスプレで、金曜日の藤田瞳がエプロン姿でリポートしていた事がある。藤田は、エプロン姿におたまを持った時のみ「エプロン藤田」を名乗った。このおたまは、2004年度最後の放送日（2005年3月25日）のエンディングで、エプロン藤田から中島へ返還された。
- また、藤田が月に一度、京料理店「やげんぼり」で季節にちなんだ京料理を習い紹介するコーナーもあった。
- 当時はまだゲスト出演のみだった桑原征平には「ちゃちゃちゃっご意見番」の肩書きがついていた（この肩書きは第二期まで続いた）。
- 12月27日（月）には「年の瀬2時間SP」が放送された。目玉企画は、中京区にある銭湯「錦湯」に中西絵里奈・皆川茉鈴（皆川まりん）・新家綾子・山本量子の一年生4人（藤田瞳は不参加）とKTVアナウンサーの岡安譲が集まり、錦湯の主人の労をねぎらい、大掃除をしたり、鍋料理を振舞ったりしてもてなそうというもの。最後にはみんなで一緒に入浴し、主人の背中を流してあげるというサービスまであった。

### 2005年度（第二期）
- 第二期上半期の番組構成は、第一期とほぼ同じ形を継承した。
- 第二期上半期のオープニングCGは、本を開くと、山をバックに京の風景が飛び出す絵本のようにポップアップし、山のトンネルから飛び出してきた京チャンが町を跳ね回るというものであった。また下半期は漆の弁当箱に詰まった京都五山と京の町並みに、京チャンふりかけから飛び出した京チャンが町中を跳ね回り、最後に液晶テレビにぶつかるというものであった。
- 新一年生リポーターは、呼称や表記が前年度までの“京都一年生”から“ちゃちゃちゃっ一年生”に変わり、初登場は全員生中継先からのリポートだったため、スタジオには2週目から登場した。特に間瀬りさは初登場の際から、視聴者からのクレームが多数寄せられるほど目立っていた。
- 京のお弁当は、出演者全員で扇のくじを引き、京チャンの絵が描かれた当たり扇を引いた人のみが食べられるルールであったが、10月の番組構成リニューアル後はゲストだけが食べるルールに変わった。「ゲストをおもてなしする」というスタンスからこうなったようだ。
- 上半期では、各コーナー開始時に一年生が鳴らす鳴り物が、井川あゆこと南波糸江はハンドベル、間瀬りさはトライアングル、太田紀子はでんでん太鼓、宮崎真理はパフパフホーン、植村亜紀は拍子木、といった具合に各曜日ごとに異なっていた。
- 一年生の体験リポートの最後に「そらげっついなあ〜」（古い京言葉で「スゴイ」という意味）というコーナーがあり、掛け軸にリポートの総括や感想を書くようになった。
- 京都タワー研究会（タワケン）を取材したのはこの番組が最初である。取材に行った南波がタワケン4号となって「タワケン体操」を行った。ただし当時、タワケン4号は臨時の番号だったようで、他番組でもタワケン4号を務めた者が居たようだ。
- 太田が「忍者のり丸」を名乗り忍者修行を行ったが、学業に専念のため途中降番した。
- 10月3日（月）から番組が大幅にリニューアルされた。各曜日ごとのパーソナリティー制が廃止され、毎日日替わりのゲストを招くスタイルに変更された。
- 年末特番は、全員が錦市場の錦天満神社に集合。お正月料理の食材を探すためにポートをした。

### 2006年度（第三期）
- 「食べごろ」（京のお弁当）、「見ごろ」（京都の見所紹介）、「話しごろ」（一年生のリポート他）、「聞きごろ」（ゲストの講義）とわけてコーナーを行った。
- 第二期の番組冒頭で中島優子と京チャンとのショートコントを行っていたが、第三期も同じようなスタイルをとるようになった。ただし、京チャンとアナウンサーで無く、一年生を相手にショートコントを行った。
- オープニングCGは宇宙船のコックピットを思わせる物であった。月曜日から金曜日の担当パーソナリティーが宇宙服を着ているように描かれていた。10月よりCGが変更、アナウンサーも桑原征平から杉山一雄に交代。
- 第三期になってマスコットの京チャンが消えて、小さな「京チャン人形」が置かれていた。京チャンが居た場所に四次元カウンターとディスプレイ画面が設置。向かって右側には講義台とホワイトボードが増設された。
- 第三期から、一年生全員が揃って出演する機会が何度か設けられた。
- 第三期中盤になって、大森久美子が「大盛り☆つゆダーク」となって他の一年生のちゃちゃを入れだしたり、芦田ないるが「一人でお使い」に行ったりする、お邪魔企画が行われた。
- 9月17日（月）には『敬老の日特別企画おじいちゃん大好き！歳の差なんて関係ないわ合コンSP』を放送。一年生の5人と、京都在住の元気な老人たち5人によるフィーリングカップル5対5形式の合コン企画だった。
- 桑原征平に代わり10月からは杉山一雄が担当。第一回のゲストはばんばひろふみであった。
- 月曜MCの梶原誠が、鎖骨の骨折による手術のために緊急入院することになり、12月18日（月）の放送を休んだ。この日は木曜担当の澤武博之が代打を務めた（翌週の25日も傷が完治していないとの理由で澤武が代打を務めた）。
- 12月27日（水）に放送された年末恒例の2時間SPでは、「おもしろ京都検定コラボ大特番」と題した桑原征平のおもしろ京都検定とのコラボ放送が実現した。

### 2007年度（第四期）
- 第三期のかたちを継承するも、「アシスタント」は二名（月火水と木金の交代制）となり、 「ちゃちゃ娘」「一年生」の呼称が無くなった。それに伴い、アシスタントのロケによるリポートも無くなり、パーソナリティー担当のコーナーに変わった。
- 毎月第2・第4月曜日は「京都!ちゃちゃちゃっ濃縮還元」と称し、前年度放送分からの選りすぐりの名場面集を放送している。ただしその回だけは生放送ではなく、VTR収録で放送されている。
- 第四期のオープニングCGは、鳩時計が12時を指すと、中から鳩ではなく京チャンが飛び出してきて、そのあと男性パーソナリティー5人と女性アシスタント2人の似顔絵が次々に出てくるというものであった。
- 生放送時のオープニングでのMCとアシスタントによるコントは無くなったが、濃縮還元のオープニングでは梶原誠と井上優里によるコント風のやりとりが継承された。また、木曜日と金曜日には、映見内咲の前職がバスガイドということもあり、「京都！ちゃちゃちゃっ、発車オーライ！」とバスガイドの案内風に掛け声をかけて番組をスタートさせるのが恒例となった。
- 番組の内容紹介のお品書きがなくなり、オープニング時にテロップ表示によるものに変わった。またアシスタントの書道による掛け軸も、ロケによるリポートがなくなったため、オープニングで番組のその日のテーマを紹介するために使われるようになった。
- 番組のエンディングで、その日のゲストにアシスタントが挙手して質問するミニコーナーが設けられた。
- 12月24日（月）には年末恒例の2時間SPが放送された。この年には『4番組オールスタークイズ特番〜スグキ農家から大中継〜』と題し、京都チャンネルとKBS京都の共同制作4番組（『京のいっぴん物語』『桑原征平のおもしろ京都検定』『Go on』『京都!ちゃちゃちゃっ』）の出演者が男性チームと女性チームに分かれてクイズ大会を行い、その模様を上加茂にあるスグキ農家の一般家庭から生放送した。司会は月曜担当の梶原で、解答者には水曜MCの杉山が番組代表として出演し、アシスタントの井上と映見内も2人揃って出演した。
- 2007年度の放送最終日にあたる3月28日（金）のエンディングで、アシスタントの井上と映見内の二人が揃って番組卒業の挨拶を行った。この日のMC担当の羽川英樹が、二人に花束と、掛け軸に押されるハンコを贈った（このハンコは卒業時に本人に贈られるのが恒例になっているようで、2006年度の卒業生である芦田ないるのブログにもそのことが書かれていた）。

### 2008年度（第五期）
- 第五期の番組構成は、ゲストの登場の仕方等若干のマイナーチェンジはあるものの、ほぼ第四期のかたちを踏襲している。5人の男性MCに、月火水と木金の交代による女性アシスタント2人制にも変更はない。ただし、第四期ではなくなっていた「話しごろ」でのアシスタントによるロケのリポートが復活した。また毎週水曜日のみ、書家の俵越山（越前屋俵太）が、その時その時に体から出てきた思いつきの言葉を書にしてスタジオに届けるという新コーナー「俵越山の一書一会」が設けられ、コーナー第1回目には越山本人がスタジオに登場した。
- 第五期のオープニングCGは、はじめに宇宙空間らしき場所に舞妓が現れ、扇が回ると人力車が走ってくる場面に転換し、その人力車が水溜りの上を通ると、今度は花びら舞い散る庭園の池の場面に変わり、その池の上手のほうから鯉が泳いでくると、再び宇宙区間らしき場面に戻り、最後に地球を抱えた舞妓が現れる、というものである。ちなみにこのCGには、これまで歴代オープニングには必ず登場していた京チャンが一度も登場しない。
- 金曜MCの羽川英樹が、腹部大動脈瘤の手術を受けるため緊急入院し、6月27日(金)の放送から約1ヶ月間番組を休んだ。この間の代打MCは水曜日の杉山一雄と、木曜日の澤武博之が交代で務めた。羽川の手術は無事成功し、7月25日(金) の放送から番組に復帰した。
- 12月26日(金)には、番組出演者の4月からの名場面をVTRで振り返り、そのときのリアクションが何だったかをクイズ形式で答え、反省するという「そのとき彼らは何したん？年末スペシャル」が放送された。
- 3月6日（金）には本番組は放送されず、『GO!GO!kyo-walk』という番組を放送。ちゃちゃちゃっリポーターの吉田麻衣子と月山かなの単発番組である。内容は、吉田麻衣子（陶芸）と月山かな（乗馬）の初回リポートーの再編集と、二期の井川あゆこ（プロレス）・間瀬りさ（プロモーションビデオ）。三期の大森久美子（鵜飼）・岩井万実（亀岡でご馳走）・芦田ないる（筍取り&料理）・坂本麻依（サーフィン）の卒業リポートの再編集番組である。
- 3月27日（金）。京都!ちゃちゃちゃっ最終回は、京都五条楽園歌舞練場から生放送。今まで出たゲストを集めて、舞台の上に作品を展示して大展覧会として紹介。今期アシスタント（吉田麻衣子、月山かな）の二名とも出演。歴代ちゃっちゃちゃっのアシスタント二名（間瀬りさ、井川あゆこ）も駆けつける。

## 出演者

### 2004年度（第一期）
- メインパーソナリティ
  - 月曜日 - 金曜日 中島優子（当時KTVアナウンサー）
- パーソナリティ
  - 月曜日 毛利ゆきこ（西陣着物研究家）
  - 火曜日 杉若恵亮（日蓮宗長栄山法華寺35代住職）
  - 水曜日 モトハシカズヒロ〔元橋一裕〕（京都CF!編集長）
  - 木曜日 清水忠（デザインプロデューサー・大学講師）
  - 金曜日 岩上力（京都の儀式作法研究家）
- リポーター（京都一年生）
  - 月曜日 中西絵里奈
  - 火曜日 皆川まりん
  - 水曜日 新家綾子（AA）
  - 木曜日 山本量子
  - 金曜日 藤田瞳 （エプロン藤田）

### 2005年度（第二期）
- メインパーソナリティ
  - 月曜日 - 金曜日 中島優子（当時KTVアナウンサー）
- パーソナリティ（パーソナリティのコーナーは途中終了）
  - 月曜日 毛利ゆきこ（西陣着物研究家）
  - 火曜日 杉若恵亮（日蓮宗長栄山法華寺35代住職）
  - 水曜日 モトハシカズヒロ〔元橋一裕〕（京都CF!編集長）
  - 木曜日 清水忠（デザインプロデューサー・大学講師）
  - 金曜日 岩上力（京都の儀式作法研究家）
- リポーター（ちゃちゃちゃっ一年生）
  - 月曜日 井川あゆこ
  - 火曜日 間瀬りさ
  - 水曜日 南波糸江
  - 木曜日
    - 太田紀子 ボディービル経験者。「忍者のり丸」を名乗って忍者修行を行ったが、学業に専念との理由で6月30日をもって途中降板した。
    - 宮﨑真理 7月7日から登場した転入生。だじゃれ好き。おやじ道まっしぐら。

  - 金曜日 植村亜紀 目指すは「お年寄りのアイドル」。詩吟が得意。卒業後、同じくKBS京都の『田渕岩夫の得ダネ!てれび』に金曜担当で出演。水曜担当で元ちゃちゃ娘の山本量子と共演することもあった。

### 2006年度（第三期）
- 月曜日
  - 梶原誠（KBS京都アナウンサー）
- 火曜日
  - 岡本栄（当時KTVアナウンサー）
- 水曜日
  - 前半（9月まで担当）桑原征平（フリーアナウンサー、元KTVアナウンサー）
  - 後半（10月より担当）杉山一雄（KTVアナウンス部付嘱託契約のエグゼクティブアナウンサー・フリーアナウンサー、元KTVアナウンサー 2006年7月KTVを退職。）
- 木曜日
  - 澤武博之（KBS京都アナウンサー）愛称「澤ブー」。
- 金曜日
  - 羽川英樹（フリーアナウンサー、元よみうりテレビアナウンサー）
- リポーター（ちゃちゃちゃっ一年生）
  - 大森久美子 「ごはん大盛り、久美子で〜す」。先述の通り、「大盛り☆つゆダーク」に扮することもあった。
  - 長崎弓香 明るく元気な「ゆんちゃん」。
  - 岩井万実 澤ブーのセクハラまがいの口撃にも笑顔。
  - 坂本麻依「まいのあるある探検隊」ロケで初めての海に。
  - 芦田ないる 「ないるの一人でおつかい」元着物の女王。2008年に廃業。

### 2007年度（第四期）
- メインパーソナリティ
  - 月曜日 梶原誠（KBS京都アナウンサー）
  - 火曜日 岡本栄（当時KTVアナウンサー）
  - 水曜日 杉山一雄（フリーアナウンサー、元KTVアナウンサー）
  - 木曜日 澤武博之（KBS京都アナウンサー）
  - 金曜日 羽川英樹（フリーアナウンサー、元よみうりテレビアナウンサー）
- アシスタント
  - 月曜日 - 水曜日 井上優里 元チアリーダーの現役女子大生。
  - 木曜日・金曜日 映見内咲 元バスガイド。「貴方の心に花を咲かせたい」「発車オーライ！」
- 濃縮還元（毎月第2・第4月曜日）VTR出演
  - 桑原征平（フリーアナウンサー、元KTVアナウンサー）
  - 大森久美子（2006年度ちゃちゃちゃっ一年生）
  - 長崎弓香（2006年度ちゃちゃちゃっ一年生）
  - 岩井万実（2006年度ちゃちゃちゃっ一年生）
  - 坂本麻依（2006年度ちゃちゃちゃっ一年生）
  - 芦田ないる（2006年度ちゃちゃちゃっ一年生）

### 2008年度（第五期）
- メインパーソナリティ
  - 月曜日 梶原誠（KBS京都アナウンサー）
  - 火曜日 岡本栄（当時KTVアナウンサー）
  - 水曜日 杉山一雄（フリーアナウンサー、元KTVアナウンサー）
  - 木曜日 澤武博之（KBS京都アナウンサー）
  - 金曜日 羽川英樹（フリーアナウンサー、元よみうりテレビアナウンサー）
- アシスタント
  - 月曜日 - 水曜日 吉田麻衣子「まいこピン」右の頬だけに出来るえくぼが特徴。派手好き(本人談)。
  - 木曜日・金曜日 月山かな 出演当時は女子大4回生。その後、月山かなから築山可奈に改名し、タレントに転身した。
- 濃縮還元（毎月第2・第4月曜日）VTR出演
  - 井上優里（2007年度アシスタント）
  - 映見内咲（2007年度アシスタント）
  - 臨時
    - 10月23日 水曜日に「濃縮還元」を放送。吉田麻衣子のハプニングを放送。
    - 2007年度から続いていた水曜日コーナーの「おすぎのあちこち探検」は、2009年になって京都の大学を紹介する「キャンパス情報」というコーナーに変わった。

## ゲスト

### 第一期
- 山口富蔵（京菓子 末富社長）
- 香山幸三（京料理やげんぼり 総料理長）
- 石原哲男（結髪師）

### 第二期
- カルシウムハウスママ 梶浦梶子
- 華道未生流笹岡 次期家元 笹岡隆甫
- 華道家 次期家元 四十六世池坊由紀

- 4月20日 本多和夫
- 4月21日
  - 京都国立博物館 狩野博幸
  - にしゃんた
- 4月22日 大蔵流狂言師 茂山茂

- 10月5日（水）
- 10月6日（木）渡辺チカラ
- 10月7日（金）
- 10月10日（月）石原哲男（結髪師）日本髪の世界 - ウェイバックマシン（2001年12月2日アーカイブ分）
- 10月11日（火）天命開運カウンセラー 優慧
- 10月13日 京都女子大学 発達教育学部教授 田中純（取材先）

- 3月20日（月）
  - フリーアナウンサー 桑原征平
  - 折り紙作家 川村晟
- 3月21日（火）
  - TSUKISHINTSUKISHIN HP
  - 石原哲男（結髪師）
- 3月22日（水）にしゃんた
- 3月23日（木）塩次伸二
- 3月24日（金）大蔵流狂言師 茂山逸平
- 3月27日（月）
  - 毛利ゆき子（着物研究家）
  - 増野正行（MASHオーナーブランジェリー）
- 3月28日（火）杉若恵亮（日蓮宗法華寺住職）
- 3月29日（水）元橋一裕（京都CF!編集長）
- 3月30日（木）
  - 清水忠（デザインプロデューサー）
  - 香山幸三（京料理やげんぼり総料理長）
- 3月31日（金）岩上力（儀式作法研究家）

他多数

### 第三期

#### 四月
- 出演日不明 畳コーディネーター 西脇一博
- 出演日不明 「古香庵」室長 西村俊美
- 4月6日（木）ハワイアン・デュオ LAULA（松井貴志、来海大）
- 4月7日（金）京都観光カリスマ運転手 堤貞雄
- 4月10日（月）フードスタイリスト KiKi
- 4月11日（火）詩人・「いろは出版」代表 きむ
- 4月12日（水）NPO法人京都防犯鑑定協会理事長 大久保和雄
- 4月13日（木）上京歴史探訪館 館長代理 山中恵美子
- 4月14日（金）デザイナー 富家大器
- 4月17日（月）
  - 京ことばの会 代表 中島さよ子
  - ミュージシャン 上田正樹
- 4月18日（火）刺繍作家 長艸敏明
- 4月19日（水）
  - 空間コーディネーター 樹田秋義
  - ギャラリーなかむらオーナー 中村幸男
- 4月20日（木）京都工芸繊維大学教授 山岡亮平
- 4月21日（金）株式会社さわの道玄 製作部長 鈴木棟之
- 4月24日（月）
  - マンガ博士、チョン・インキョン
  - ベンチャー企業「ロボ・ガレージ」の高橋
- 4月25日（火）奥田左官工業所代表 奥田信雄
- 4月26日（水）彼方此方屋代表 たなかきょうこ
- 4月27日（木）
  - バリ舞踊家 大西由希子
  - 造形作家 松山淳
- 4月28日（金）華道未生流笹岡 次期家元 笹岡隆甫

#### 五月
- 5月1日（月）
  - 京都国立博物館 列品管理室長 若杉準治
  - 東映京都スタジオ 平井力
- 5月2日（火）
  - フローリストショッププーゼ 代表 浦沢美奈子
  - 京都鴨川納涼床協同組合 専務理事 北村保尚
- 5月3日（水）同志社大学広告研究会 昼寝推進キャンペーン代表 岩谷篤
- 5月4日（木）デザインプロデューサー 清水忠
- 5月5日（金）金襴師 廣瀬正樹
- 5月8日（月）片山洋品店 店主 エディ片山
- 5月9日（火）京都美山高等学校校長 大野実
- 5月10日（水）西川婦人科内科クリニック 名誉院長 西川潔
- 5月11日（木）小川珈琲 総合開発事業部 勝又貴司
- 5月12日（金）国際日本文化研究センター教授 井上章一
- 5月15日（月）京都印章業協同組合 理事長 三宅豊啓
- 5月16日（火）誓願寺本山課長 小島英裕
- 5月17日（水）ボクシングトレーナー 袖岡裕子
- 5月18日（木）観世流能楽師 片山伸吾
- 5月19日（金）蕎麦打ち職人 今井一元
- 5月22日（月）
  - 写真家・「ほんやら洞」店主 甲斐扶佐義
  - 京都工芸染匠協同組合青年部幹事長 吉川博也
- 5月23日（火）
  - 京都ノートルダム女子大学教授 米田泰子
  - うさぎのmimi店長 若林由美子
- 5月24日（水）大将軍商店街 アドバイザースタッフ 福井翼
- 5月25日（木）日吉屋 五代目主人 西堀耕太郎
- 5月26日（金）フリーランスライター 林宏樹
- 5月29日（月）武道学者・帝京大学文学部日本文化学科専任講師 アレック・ベネット
- 5月30日（火）
  - 宇治茶師「かねまた」5代目 茶むりえ 谷口郁男
  - 西陣山岳会 森野安紀子、平井美穂子
- 5月31日（水）
  - 料理旅館「幾松」専務取締役 久保明彦
  - 歌手 大奈

#### 六月
- 6月2日（金）
  - 小丸屋住井 10代目主人 住井啓子
  - 京都五条 弁慶工房 小崎幹太
- 6月5日（月）造園植治の造園家 小川勝章
- 6月6日（火）
  - 京都大学 瀬戸臨海実験所 助教授 久保田信
  - 京都タワー新入社員（旧タワケン） 松原江里
  - チームたわわ 池田香里
- 6月7日（水）水琴窟ネットkyoto 代表 大橋智
- 6月8日（木）『月刊京都』編集長 山岡祐子
- 6月9日（金）奥丹 15代目店主 石井康家
- 6月12日（月）
  - 京都パープルサンガ 取締役 中村邦彦
  - パントマイマー 木原アルミ
- 6月13日（火）竹の洋画家 八十山和代
- 6月14日（水）プロウクレレプレーヤー 森嘉彦
- 6月15日（木）
  - いけばな京楓流 家元 小嶋京楓
  - ジャイロキネシス トレーナー 川井美奈
- 6月16日（金） 京都のラーメンマニア 伊藤保
- 6月19日（月）立命館大学名誉教授 安斎育郎 写真家 竹田武史
- 6月20日（火）高橋提燈株式会社 社長 高橋康二
- 6月21日（水）民画絵師 市瀬俊治
- 6月22日（木）御出演
  - 芳村石材店 6代目主人 芳村誠二
  - （社）京都デザイン協会 常務理事 竹林善孝
- 6月23日（金）
  - 癒し絵作家 西口康弘
  - （有）NEO-DWS 大角智子
- 6月26日（月）盆栽芸術家 川﨑仁実
- 6月27日（火）
  - 写真造形作家 京都造形芸術大学 教授 鈴鹿芳康
  - 画家 山本太郎
- 6月28日（水）御出演
  - 俳優 芦屋小雁
  - ガラス工芸作家 石田知史
- 6月29日（木）
  - 京都文化博物館 学芸員 森脇清隆
  - 天山の湯 代表取締役 檜山高志
- 6月30日（金）
  - ガボロジーテキスタイルアーティスト 岡部長生
  - 馬頭琴奏者 福井則之

#### 七月
- 7月3日（月）京都府農業総合研究所 野菜部 田中淳
- 7月4日（火）アイリッシュフィドラー 功刀丈弘
- 7月5日（水）
  - 京料理 美登幸 主人 祇園顕良
  - 舞妓 幸佳司
  - 芸妓 幸長
- 7月6日（木）天命開運カウンセラー 優慧
- 7月7日（金）「宇宙レコード」脚本・演出家・俳優 小林顕作
- 7月10日（月）編鐘演奏家 長谷川有機子
- 7月11日（火）
  - 京都市考古資料館 学芸員 永田信一
  - 囃子堂 笛 左鴻泰弘
- 7月12日（水）
  - 服飾デザイナー 辻野孝明
  - 「PERON」オーナー 岡田弘美、スタッフ 本多里江
- 7月13日（木）京の伝統工芸士 五明久
- 7月14日（金）ジャズピアニスト 山下洋輔
- 7月18日（火）
  - 「TEMAS」社長 森富士男
  - 女優 萬田久子
- 7月19日（水）「玉葱工房」代表 川添貴之
- 7月20日（木）
  - 竹又 中川竹材店 中川利春
  - アーティスト カオリとマリ子
- 7月21日（金）京都絞り工芸館 吉岡信昌
- 7月24日（月）京版画 摺師 木版アーティスト 竹中健司
- 7月25日（火）京扇堂 主人 齊木俊作
- 7月26日（水）粟田焼作家 安田浩人
- 7月27日（木）大谷大学名誉教授 理学博士 日下部有信
- 7月28日（金）
  - 京都嵯峨芸術大学 名誉教授 大竹仁子
  - 錦市場の喫茶去 楽水（きっさこ らくすい）中田美樹
- 7月31日（月）京都麻業株式会社 代表取締役 小泉光太郎

#### 八月
- 8月1日（火）文化庁長官 臨床心理学者 河合隼雄
- 8月2日（水）京都産業大学外国学部教授 須藤眞志
- 8月3日（水）
  - オーマプロジェクト主宰 曇谷斎
  - 詩人 山田英子
- 8月4日（金）千本ゑんま堂（千本閻魔堂）引接寺住職 戸田妙昭
- 8月21日（月）京都産業大学教授 井上満郎
- 8月22日（火）楽紙舘 舘主 上村芳蔵
- 8月23日（水）箸袋趣味の会 西日本支部長 北村好司郎
- 8月24日（木）京都精華大学人文学部 専任講師 小松正史
- 8月25日（金）甲田工業所 代表取締役 甲田忠司
- 8月28日（月）細見美術館館長 細見良行
- 8月29日（火）墨アーティスト 祥洲
- 8月30日（水）
  - 世界鬼学会会員 山嵜泰正
  - プロフラメンコダンサー siroco
- 8月31日（木）
  - 服飾デザイナー 岡本圭司
  - 多国籍音楽サークル「出前ちんどん」の皆さん

#### 九月
- 9月1日（金）香老舗 松栄堂 社長 畑 正高
- 9月4日（月）
  - ふろしき研究会代表 森田知都
  - 有限会社河長 12代目 吉田高朗
- 9月5日（火）御弓師 21代目 柴田勘十郎
- 9月6日（水）開化堂5代目主人 八木聖二
- 9月7日（木）染色補正師 森本景
- 9月8日（金）デザイナー 平野徳太郎
- 9月11日（月）カルシウムハウスママ 梶浦梶子
- 9月12日（火）
  - ミュージシャン 岡野弘幹
  - パンダマン 二谷琢也
- 9月13日（水）
  - 京都映画祭事務局長 佐藤雅夫
  - ひとり整体&呼吸法 指導員 西山真理
- 9月14日（木）イラストレーター 小酒句未
- 9月15日（金）着物研究家 毛利ゆき子
- 9月18日（月）敬老の日特別企画 年の差なんて関係ないわ 合コンスペシャル〜！
  - あだしのまゆ村村長 蒲田哲夫
  - お箸の文化資料館副館長 井津明楽
  - ヤスイガレージオーナー 安井良三
  - 電気店店主 杉谷鉄夫
  - 西日本OBサッカー連盟事務局長 松崎隆美
- 9月19日（火）作家 高野澄
- 9月20日（水）「らくたび」取締役 若村亮
- 9月21日（木）
  - 精進料理「矢尾治」4代目 上田倫正
  - クラフト作家 新宮愛子
- 9月22日（金）漆工芸作家 三木啓樂
- 9月25日（月）木工芸作家 村山明
- 9月26日（火）染匠 五代目 田畑喜八
- 9月27日（水）京料理せんしょう
- 9月28日（木）「京都シネマ」代表 神谷雅子
- 9月29日（金）扶桑社 季刊『京都』編集長 伊豆野まこと

#### 十月
- 10月2日（月）
  - 排泄総合研究所 代表 浜田きよ子
  - 京都嵯峨芸術大学教授 真板昭夫
- 10月3日（火）大佛師 松本明慶
- 10月4日（水）ミュージシャン ばんばひろふみ

### 第四期
- 5月15日（火）京都大阪森林管理事務所 村上幸一郎
- 5月16日（水）臨済宗相国寺派管長 有馬頼底
- 5月17日（木）つげ櫛師 竹内伸一
- 5月18日（金）ランゲージ・デザイナー 大淵幸治
- 5月21日（月）京料理道楽創業14代目主人 飯田知史
- 5月22日（火）京都市考古資料館主任 原山充志
- 5月23日（水）グランディーババレエ団 芸術監督 ヴィクター・トレビノ、ダンサー 瀬川哲司
- 5月24日（木）染匠 市川純一郎
- 6月25日（金）刺繍家 山口敦
- 5月29日（火）保津川遊船企業組合船頭 豊田知八
- 5月30日（水）能役者 重要無形文化財（能楽）保持者 味方健
- 5月31日（木）京都〈臨床美術〉をすすめる会代表 フルイミエコ
- 6月1日（金）染め職人 青木正明
- 6月4日（月）似顔切り絵師 土田祥子、フラメンコダンサー siroco
- 6月5日（火）京都タワー株式会社 事業部 マネージャー 川上博史
- 6月6日（水）小川流煎茶家元六世 小川後樂
- 6月7日（木）秦泉寺由子
- 6月8日（金）茶道家芳心会代表 木村宗慎、扶桑社季刊誌『京都』編集長 伊豆野まこと
- 6月12日（火）賀茂川ウオッチャー 越智章
- 6月14日（木）建築家 魚谷繁礼
- 6月15日（金）NPO法人縁談情報親の会理事長 脇坂章司
- 6月18日（月）御薗橋801商店街振興組合副理事長 北小路明彦、ジャズギタリスト 寺井 豊
- 6月19日（火）十輪寺住職 泉浩洋
- 6月20日（水）成安造形大学教授 小嵜善通
- 6月21日（木）華道家嵯峨御流華道芸術学院 学院長 関灘知甫
- 6月22日（金）株式会社のぞみ代表取締役社長 藤田功博

### 第五期
- 9月29日（金）KBS京都アナウンサー 平野智美、占い師 易学あや

## 関連番組
- 京都謎解きおんなパラダイス - ちゃちゃ娘一期生出演のスピンオフ番組